# Communauté de communes des Quatre Rivières (Haute-Savoie)
Die Communauté de communes des Quatre Rivières ist ein französischer Gemeindeverband mit Rechtsform einer Communauté de communes im Département Haute-Savoie, dessen Verwaltungssitz sich in dem Ort Marcellaz befindet. Das zum Gemeindeverband gehörende Gebiet erstreckt sich am südöstlichen Rand des Chablais und fällt zum breiten Talboden der Arve hin ab, darüber hinaus ist es Teil der historischen Provinz Faucigny. Die im Namen angedeuteten vier Flüsse sind die Arve, die Menoge, der Risse und der Foron.
Der zum Jahreswechsel 1993/1994 gegründete Gemeindeverband besteht seit einer Erweiterung im Jahre 2010 aus 11 Gemeinden. Er zählt 20.046 Einwohner (Stand 2022) auf einer Fläche von 134,99 km², sein Präsident ist Bruno Forel.

## Aufgaben
Zu den vorgeschriebenen Kompetenzen gehören die Entwicklung und Förderung wirtschaftlicher Aktivitäten und des Tourismus sowie die Raumplanung auf Basis eines Schéma de Cohérence Territoriale, welches gemeinsam mit der Communauté de communes de la Vallée Verte definiert wurde. Der Gemeindeverband bestimmt die Wohnungsbaupolitik. Er betreibt die Müllabfuhr und ‑entsorgung, den öffentlichen Nahverkehr und den Schulbusverkehr. 

## Mitgliedsgemeinden
Folgende 11 Gemeinden gehören der Communauté de communes des Quatre Rivières an:
| Gemeinde                                   | Einwohner 1. Januar 2022 | Fläche km² | Dichte Einw./km² | Code INSEE | Postleitzahl |
| ------------------------------------------ | ------------------------ | ---------- | ---------------- | ---------- | ------------ |
| Faucigny                                   | 655                      | 4,91       | 133              | 74122      | 74130        |
| Fillinges                                  | 3.550                    | 11,67      | 304              | 74128      | 74250        |
| La Tour                                    | 1.353                    | 7,73       | 175              | 74284      | 74250        |
| Marcellaz                                  | 1.072                    | 4,17       | 257              | 74162      | 74250        |
| Mégevette                                  | 606                      | 21,66      | 28               | 74174      | 74490        |
| Onnion                                     | 1.281                    | 18,97      | 68               | 74205      | 74490        |
| Peillonnex                                 | 1.363                    | 6,40       | 213              | 74209      | 74250        |
| Saint-Jean-de-Tholome                      | 1.157                    | 12,37      | 94               | 74240      | 74250        |
| Saint-Jeoire                               | 3.423                    | 22,75      | 150              | 74241      | 74490        |
| Ville-en-Sallaz                            | 918                      | 3,37       | 272              | 74304      | 74250        |
| Viuz-en-Sallaz                             | 4.668                    | 20,99      | 222              | 74311      | 74250        |
| Communauté de communes des Quatre Rivières | 20.046                   | 134,99     | 148              | –          | –            |